# Jim Downing

Das von Downing mitentwickelte HANS-System

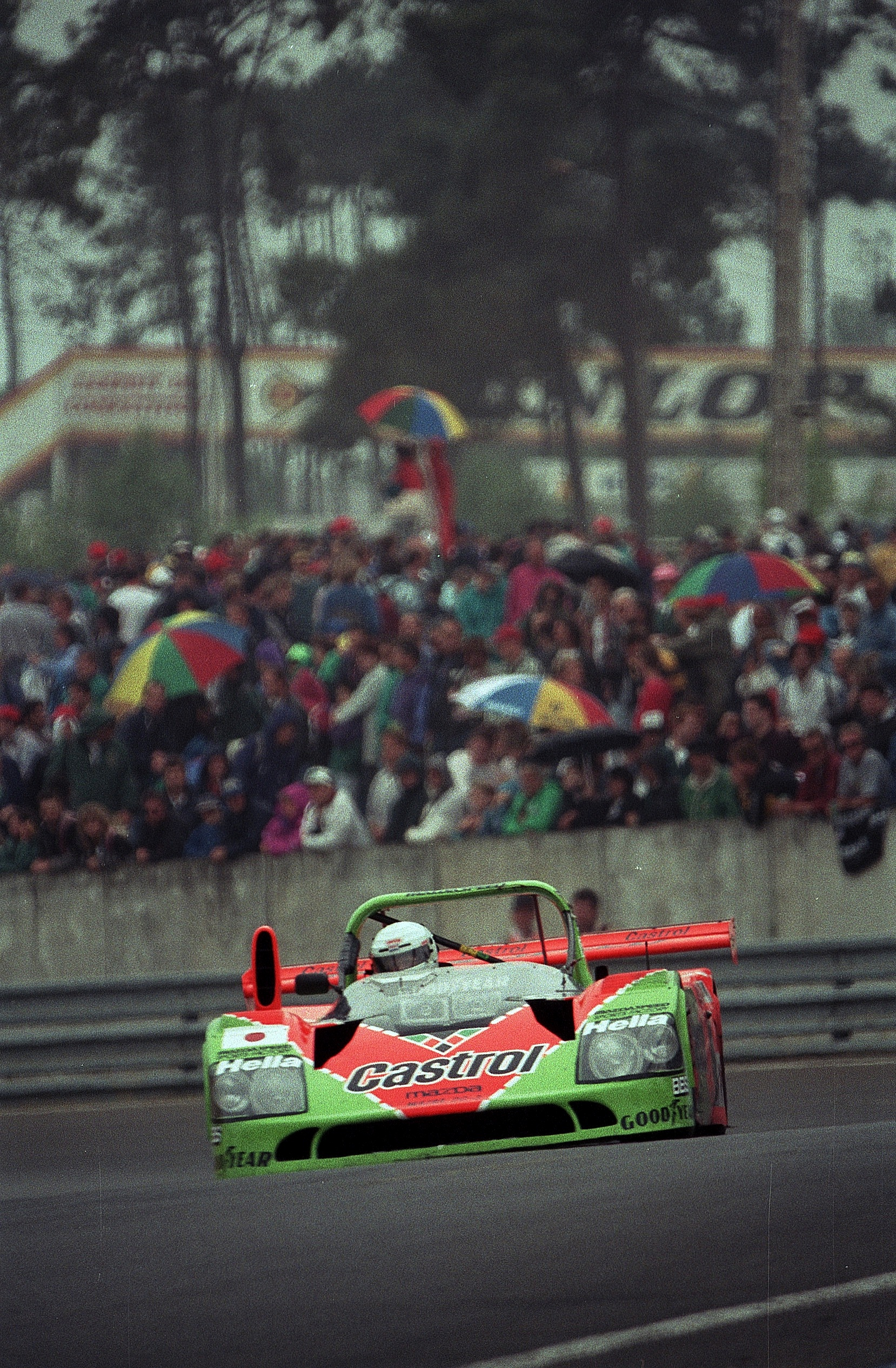
Jim Downing im Kudzu DG-3 beim 24-Stunden-Rennen von Le Mans 1995

James „Jim“ Downing (* 4. Januar 1942 in Atlanta, Georgia) ist ein ehemaliger US-amerikanischer Automobilrennfahrer, Rennstallbesitzer, Konstrukteur und einer der Entwickler des HANS-Systems.

## Das HANS-System
Jim Downing gilt als der Urvater des HANS-Systems (Akronym für Head and Neck Support). Das System schützt Rennfahrer bei Unfällen vor starken Verletzungen im Kopf-, Hals- und Nackenbereich. Ausgelöst wurde die Entwicklung Anfang der 1980er-Jahre durch mehrere schwere Unfälle im US-amerikanischen Sportwagensport. Letzter Anstoß zur Einleitung der Umsetzung war der tödliche Unfall des Franzosen Patrick Jacquemart 1981. Jacquemart war zu diesem Zeitpunkt Geschäftsführer von Renault Motorsport in den Vereinigten Staaten und auch als Rennfahrer aktiv. Mit einem Renault 5 Turbo verunglückte er bei einer privaten Testfahrt auf dem Mid-Ohio Sports Car Course und starb an seinen schweren Nackenverletzungen. Downing wandte sich an seinen Schwager Dr. Robert Hubbard, einem Bio-Mediziner, der neben seiner Tätigkeit an der Michigan State University auch für General Motors in der Unfallforschung arbeitete. Hubbard entwickelte schlussendlich das innovative System, das Downing als erster Rennfahrer ab Ende der 1980er-Jahre bis zum Karriereende trug.

## Karriere im Motorsport
Downing hatte wie sein Schwager ein Hochschulstudium absolviert, bevor er seine professionelle Rennkarriere begann. An der Georgia Institute of Technology promovierte er im Fach Industrial Engineering. Downing wuchs in einer Automobilumgebung auf. Sein Vater führte in seiner Heimatstadt einen Handel für japanische Fahrzeuge, darunter auch Wagen der Marke Mazda. Sein erstes Amateurrennen bestritt er im Alter von elf Jahren, mit sechzehn war er bereits eine lokale Automobil-Slalom-Größe.
Professionell begann er Mitte der 1970er-Jahre mit dem Motorsport. Schnell erwarb er sich den Ruf eines schnellen, aber auch umsichtigen und technisch versierten Fahrers. Downing gehört zu den Rennfahrern mit den höchsten Ankunftsquoten im US-amerikanischen Sportwagensport. 84 % seiner Rennstarts konnte er beenden bzw. wurde er klassiert. Das sind 222 Zielankünfte bei 275 Meldungen. Kaum ein Fahrer kann eine solche Quote vorweisen.
Downing wurde während seiner Karriere vor allem von Mazda finanziell und strukturell unterstützt, sodass es nicht verwunderlich ist, dass die meisten seiner eingesetzten Rennfahrzeuge Mazda-Rennwagen mit Wankelmotoren waren; darunter die Rennmodelle des RX-2, RX-3 und RX-7. In seiner fast fünf Jahrzehnte umfassenden Fahrerkarriere konnte er zwei Rennen gewinnen. 1978 gewann er das zur Sportwagen-Weltmeisterschaft zählende 6-Stunden-Rennen von Daytona. Sein Partner im Mazda RX-2 war der später wegen Drogendelikten zu Lebenslanger Freiheitsstrafe verurteilte John Paul senior. 1982 siegte er knapp vor Butch Leitzinger beim IMSA-GTP-Rennen in Mid-Ohio. Downing beendete seine professionelle Karriere als Fahrer nach dem Petit Le Mans 2003. Einmal wurde er bislang rückfällig; beim 24-Stunden-Rennen von Daytona 2011 pilotierte er einen Mazda RX-8.
1985, 1986 und 1987 sicherte er sich die Gesamtwertung der GTP-Lights-Klasse IMSA-GTP-Serie.

## Kudzu Cars
Downing unterhielt in den 1990er-Jahren ein eigenes Rennteam und war bereits in die Entwicklung der Rennwagen von Argo Racing Cars involviert. 1989 begann der Bau eigener Rennwagen, vorerst auf der Basis eines Argo JM19 mit einem Mazda-Wankelmotor. Später folgten komplett eigene Konstruktionen mit Buick-V6-Motor. Die Idee zum Namen Kudzu Cars hatte Downings Frau Connie, Bezug nehmend auf die japanische Pflanzenart Kudzu. Bis 2002 wurden die unterschiedlichen Kudzu-Prototypen erfolgreich bei Sportwagenrennen eingesetzt.

## Statistik

### Le-Mans-Ergebnisse
| Jahr | Team                  | Fahrzeug       | Teamkollege  | Teamkollege   | Platzierung             | Ausfallgrund    |
| ---- | --------------------- | -------------- | ------------ | ------------- | ----------------------- | --------------- |
| 1995 | D.T.R with Mazdaspeed | Kudzu DG-3     | Franck Fréon | Yōjirō Terada | Rang 7                  |                 |
| 1996 | Mazdaspeed            | Kudzu DLM      | Franck Fréon | Yōjirō Terada | Rang 25 und Klassensieg |                 |
| 1997 | D.T.R with Mazdaspeed | Kudzu DLM4     | Franck Fréon | Yōjirō Terada | Rang 17                 |                 |
| 2002 | Autoexe Motorsport    | Autoexe LMP-02 | John Fergus  | Yōjirō Terada | Ausfall                 | Getriebeschaden |

### Sebring-Ergebnisse
| Jahr | Team                    | Fahrzeug       | Teamkollege      | Teamkollege      | Platzierung            | Ausfallgrund    |
| ---- | ----------------------- | -------------- | ---------------- | ---------------- | ---------------------- | --------------- |
| 1978 | Faza Squadra            | Mazda RX-3     | Al Cosentino     |                  | Rang 31                |                 |
| 1979 | Roger Mandeville        | Mazda RX-7     | Amos Johnson     | Roger Mandeville | Rang 13                |                 |
| 1980 | Mandeville Racing       | Mazda RX-7     | Brad Frisselle   | Roger Mandeville | Rang 9 und Klassensieg |                 |
| 1981 | Downing Maffucci Racing | Mazda RX-7     | Irv Hoerr        | Scott Hoerr      | Rang 15                |                 |
| 1982 | Jim Downing             | Mazda RX-7     | John Maffucci    | Tom Waugh        | Rang 13                |                 |
| 1983 | RGP 500 Racing          | Mazda RX-7     | John Maffucci    | Chuck Ulinski    | Rang 17                |                 |
| 1984 | RGP 500 Racing          | Argo JM16      | John Maffucci    |                  | Ausfall                | Dreher          |
| 1985 | Jim Downing             | Argo JM16B     | John Maffucci    |                  | Rang 5 und Klassensieg |                 |
| 1986 | Certified Brakes Racing | Argo JM19      | John Maffucci    | John O’Steen     | Rang 9                 |                 |
| 1987 | Jim Downing             | Argo JM19      | John Maffucci    | John O’Steen     | Rang 14                |                 |
| 1988 | Jim Downing             | Argo JM19      | Howard Katz      | Hiro Matsushita  | Ausfall                | Motor überhitzt |
| 1989 | Downing Atlanta         | Argo JM19      | Howard Katz      | John O’Steen     | Rang 23                |                 |
| 1990 | Downing Atlanta         | Mazda RX-7     | Amos Johnson     | John O’Steen     | Ausfall                | Differential    |
| 1992 | Downing Atlanta         | Kudzu DG-1     | Howard Katz      | Tim McAdam       | Rang 5 und Klassensieg |                 |
| 1993 | Downing Atlanta         | Kudzu DG-1     | Howard Katz      | Tim McAdam       | Rang 13                |                 |
| 1994 | Downing Atlanta         | Kudzu DG-3     | Wayne Taylor     | Tim McAdam       | Rang 3                 |                 |
| 1995 | Downing Atlanta Racing  | Kudzu DG-3     | Jim Pace         | Butch Hamlet     | Rang 3                 |                 |
| 1996 | Downing Atlanta         | Kudzu DLM      | Barry Waddell    | Butch Hamlet     | Rang 4                 |                 |
| 1997 | Downing Atlanta Racing  | Kudzu DLM      | Charlie Nearburg | Tim McAdam       | Rang 4                 |                 |
| 1998 | Downing Atlanta         | Kudzu DLM      | Jim Pace         | Yōjirō Terada    | Ausfall                | Motorschaden    |
| 1999 | Downing Atlanta         | Kudzu DLY      | Chris Ronson     | Steve Pelke      | Rang 12                |                 |
| 2002 | Autoexe Motorsport      | Autoexe LMP-02 | John Fergus      | Yōjirō Terada    | Rang 25                |                 |

### Einzelergebnisse in der Sportwagen-Weltmeisterschaft
| Saison | Team                                             | Rennwagen             | 1   | 2   | 3   | 4   | 5   | 6   | 7   | 8   | 9   | 10  | 11  | 12  | 13  | 14  | 15  | 16  | 17  |
| ------ | ------------------------------------------------ | --------------------- | --- | --- | --- | --- | --- | --- | --- | --- | --- | --- | --- | --- | --- | --- | --- | --- | --- |
| 1978   | Mazda Auto Faza Squadra Al Cosentino Jim Downing | Mazda RX-3            | DAY | SEB | MUG | TAL | DIJ | SIL | NÜR | LEM | MIS | DAY | WAT | VAL | ROD |     |     |     |     |
| 1978   | Mazda Auto Faza Squadra Al Cosentino Jim Downing | Mazda RX-3            | 29  | 31  |     | DNF |     |     |     |     |     | 1   |     |     | 3   |     |     |     |     |
| 1979   | Roger Mandeville Jim Downing                     | Mazda RX-7 Mazda RX-2 | DAY | SEB | MUG | TAL | DIJ | RIV | SIL | NÜR | LEM | PER | DAY | WAT | SPA | BRH | ROA | VAL | ELS |
| 1979   | Roger Mandeville Jim Downing                     | Mazda RX-7 Mazda RX-2 |     | 13  |     | DNF |     | 14  |     |     |     |     | DNF |     |     |     |     |     |     |
| 1980   | Roger Mandeville Racing Beat Jim Downing         | Mazda RX-7 Mazda RX-3 | DAY | BRH | SEB | MUG | MON | RIV | SIL | NÜR | LEM | DAY | WAT | SPA | MOS | ROA | VAL | DIJ |     |
| 1980   | Roger Mandeville Racing Beat Jim Downing         | Mazda RX-7 Mazda RX-3 | 8   |     | 9   |     |     | DNF |     |     |     | 9   |     |     | DNF |     |     |     |     |
| 1981   | Downing Maffucci Racing                          | Mazda RX-7 Mazda RX-3 | DAY | SEB | MUG | MON | RIV | SIL | NÜR | LEM | PER | DAY | WAT | SPA | MOS | ROA | BRH |     |     |
| 1981   | Downing Maffucci Racing                          | Mazda RX-7 Mazda RX-3 | 11  | 15  |     |     | 19  |     |     |     |     | 2   |     |     |     | 20  |     |     |     |